# Filippo Pelosi
Filippo Pelosi (San Severo, 5 novembre 1896 – 22 febbraio 1980) è stato un politico italiano.

## Biografia
Insegnante, viene eletto alla Camera dei deputati nelle file del Partito Comunista Italiano nella I e II legislatura, dal 1948 al 1958. È stato per due volte nominato sindaco della sua città natale in Puglia, dal 1952 al 1956 e dal 1957 al 1962.